# Chemin de Fer Touristique de Meyzieu
| Museums-Schmalspurbahn von Meyzieu                  | Museums-Schmalspurbahn von Meyzieu |
| --------------------------------------------------- | ---------------------------------- |
| Decauville N° 892/1912 «La Coquette»                |                                    |
| Ehemaliger Streckenverlauf auf zwei Karten von 2021 |                                    |
| Streckenlänge:                                      | 1,6 km                             |
| Spurweite:                                          | 600 mm (Schmalspur)                |
|                                                     |                                    |

Die Chemin de Fer Touristique de Meyzieu (CFTM) war eine etwa 1,6 km lange, schmalspurige Museumsbahn mit einer Spurweite von 600 mm, die zwischen 1961 und 1970 in der Gemeinde Meyzieu im Großraum Lyon in der Region Auvergne-Rhône-Alpes betrieben wurde.

## Geschichte
Die Idee einer touristisch genutzten Museumsbahn in Meyzieu kam 1959 in einer Gruppe von Eisenbahnenthusiasten der Region Lyon auf. Die Schmalspurbahn wurde 1961 gebaut und von Freiwilligen mit Dampflokomotiven betrieben. Sie war eine der ersten schmalspurigen Museumsbahnen in Frankreich
Sie wurde 1970 stillgelegt, woraufhin ihre Gründer die Chemin de Fer du Vivarais betrieben. Seit 1987 werden die Schienenfahrzeuge auf der Chemin de fer du Haut-Rhône eingesetzt.

## Streckenverlauf
Die 1,6 km lange Strecke begann in Le Carreau und verlief dann am Straßenrand bis zur Station Mont Joyeux, überquerte die Straße und erreichte schließlich als eigenständiges Gleis durch einen Einschnitt die Endstation Grand Large.

## Schienenfahrzeuge

### Dampflokomotiven
- B Decauville N° 892/1912 «La Coquette»
- C Hainault Couillet «La Champagne»
- C Decauville 1921 «La Beaujolaise»
- 1'C La Meuse «Le Chablais»
- B-B Orenstein & Koppel «Le Loiret»
- D Franco Belge 1945 «Le Rhône» (ehemals 4-13 der Tramway de Pithiviers à Toury)
- D Krauss «La Bourgogne»

### Dieselmotorokomotiven (Lootracteurs)
- C Billar Bauart T 75
- C Billard Bauart T 75
- B Maffei 5908 / 1930, 1963 ex Lausanne–Echallens–Bercher-Bahn (Schweiz)

### Schienenbusse  (Automotrie)
- Autorail auf Decauville-Crochat-Drehgestellen, 1924

### Draisinen
- Motorail-Simplex mit einem hölzernen Rahmen
- Draisine der Tramway de Pithiviers à Toury

### Personen und Güterwagen
- Drehgestellwagen auf DFB-Fahrgestellen N°51 und 52
- Wagen der Tramways de Neuchatel N° 101 und 103
- Geschlossener Personenwagen der Tramways de Valenciennes N° 122
- Offene Personenwagen der Tramways de Valenciennes N° 142, 143 und 160
- Personenwagen der Bauart Corrèze
- Ausflugswagen auf Fahrgestellen aus Maizy
- Geschlossener vierachsiger Decauville-Drehgestell-Güterwagen K 104 der Tramway de Pithiviers à Toury
- Geschlossene zweiachsige  Decauville-Güterwagen K29 und K33 von 1911, der Tramway de Pithiviers à Toury